# Haifisch
A Haifisch (németül "cápa") a Rammstein nevű német együttes harmadik kislemeze a Liebe ist für alle da című stúdióalbumról. 2010. május 28-án jelent meg Németországban, Magyarországon pedig 2010. május 31-én. A számhoz készült videóklipet 2010. április 23-án mutatták be az együttes myspace oldalán. A zenekar 2009-2010-es turnéján a szám alatt a zenekar billentyűse, Christian „Flake” Lorenz egy gumicsónakban szörfözik a tömeg felett.
A dal refrénjét Brecht Koldusoperája inspirálta.

## Videó
A Liebe ist für alle da stúdióalbumról ez az első klip, ami nem a visit-x amatőr pornóoldalon debütált, hanem a Rammstein myspace oldalán.
A videóban a tagok az énekes, Till Lindemann temetésén vesznek részt pár másik gyászolóval, köztük Marilyn Manson képével és két nővel, egyikük terhes, a másik pedig egy kisfiú anyja. A két nő között verekedés tör ki, miután az egyikük a koporsó előtt fényképezteti magát. Eközben az együttes tagjai azon vitatkoznak, hogy ki legyen Lindemann utódja, és James Hetfield tűnik a legmegfelelőbb választásnak. A következő képsorokon leeresztik a koporsót a sírba, a sírkőn pedig a következő felirat olvasható:
RAMMSTEIN

TILL LINDEMANN

1963-2010

Endlich allein (Végre egyedül)
Ezek után több, az együttes korábbi klipjeire utaló jeleneten keresztül mutatják be, miképp halhatott meg Till. Összesen négy ilyen visszaemlékezés van: Schneider megveri és felgyújtja Tillt (Du hast videóra utalás), Richard elvágja Till kötelét hegymászás közben (Ohne dich), Ollie kiengedi a levegőt az oxigénpalackból amíg a Holdon vannak (Amerika), Flake pedig halálra tömi spagettivel az elhízott Tillt (Keine Lust). Paul az egyetlen, aki nem próbálta megölni, bár hozzá is köthető egy visszaemlékezés, amikor az óriás Till Hófehérke jelmezben megveri (ez a Sonne videóklipjére való kikacsintás). Később a tagok között dulakodás tör ki, Richard Paullal, Schneider pedig Ollie-val kezd verekedni. Flake próbálja szétválasztani őket, de végül a sírba zuhan, a koporsó fedele széttörik, és kiderül, hogy senki nincs benne. A klip zárójelenete Tillt mutatja, ahogy Oahu szigetén, Hawaii-on nyaral, és egy képeslapot ad föl az együttesnek címezve. A lapon a "Viele Grüße vom Arsch der Welt" felirat olvasható (Üdvözlet a világ fenekéről), és a kép az énekest ábrázolja egy hatalmas tigriscápával, amit ő fogott ki.

### Érdekességek
A videó elején az egyik koszorún két felirat is olvasható: Ich werde in die Tannen gehen; am Ende bleib ich doch alleine. Az előbbi az Ohne dich című számuk kezdő sora, az utóbbi pedig a Seemannból egy idézet.
A klipben további utalások is felfedezhetőek azokra a videókra, amik nem köthetőek visszaemlékezésekhez. A helyszín, ahol forgattak az a kastély, ahol a Liebe ist für alle da című stúdióalbumukat felvették, mégis a látvány nagyon hasonlít a Du riechst so gut című dalukhoz 1998-ban készített klip helyszínére. Szintén erre a videóklipre utalnak a vámpírfogak. A fogakat tartó kislány ruhája a Rosenrotban szereplő lány öltözetére emlékeztet.

## Számlista
1. Haifisch (Single Edit) - 3:46
2. Haifisch (Haiswing Remix by Olsen Involtini) - 3:40
3. Haifisch (Remix by Hurts) - 3:45
4. Haifisch (Remix by Schwefelgelb) - 4:24[5]